# Урочище Окопы
Урочище Окопы — памятник природы регионального значения, созданный с целью сохранения уникального природного комплекса — нераспаханных ковыльных степей, где произрастают ценные, малочисленные, редкие и исчезающие виды растений, в том числе занесенные в Красную книгу Волгоградской области.

## Описание
Памятник природы учреждён постановлением Главы Администрации Волгоградской области от 25.08.2009 № 993 «Об объявлении территорий в границах Дубовского, Клетского, Старополтавского, Суровикинского муниципальных районов Волгоградской области памятниками природы регионального значения». Расположен в 8 километрах на юго-запад от хутора Перелазовский (Клетский район, Перелазовское сельское поселение) на территории разнотравно-типчаково-ковыльной степи. Площадь ООПТ — 60 га. Физико-географический регион: Восточно-Европейская равнина, Донская возвышенность, Чирско-Донской район, подрайон высоких плато. Ландшафт: Восточно-Донской грядовый полого-волнистый сильно расчлененный овражно-балочной сетью. Природная зона — степная, подзона — сухих степей на каштановых почвах.
Почвенный покров представлен темно-каштановыми среднемощными и маломощными почвами. Почвообразующие породы — четвертичные глины и тяжелые, средние, легкие суглинки, местами засоленные. Коренные породы — покровные четверичные отложения меловой системы. Гидрологическую сеть составляют речки Донщинка и Куртлак.

## Флора и фауна
Объекты животного мира, занесенные в Красные книги Российской Федерации и Волгоградской области:
- Tetrax tetrax — Стрепет, категория статуса редкости на территории Волгоградской области 7; категория статуса редкости по Красной книге Российской Федерации 3.

Объекты животного мира, занесенные в Красную книгу Волгоградской области:
- Saga pedo — Дыбка степная, категория статуса редкости на территории Волгоградской области 2.

Объекты растительного мира, занесенные в Красные книги Российской Федерации и Волгоградской области:
- Bellevalia sarmatica — Бельвалия сарматская, категория статуса редкости на территории Волгоградской области 2а; региональный критерий редкости С; категория статуса редкости по Красной книге Российской Федерации 2.
- Stipa pulcherrima — Ковыль красивейший, категория статуса редкости на территории Волгоградской области 2а; региональный критерий редкости С; категория статуса редкости по Красной книге Российской Федерации
- Stipa dasyphylla — Ковыль опушеннолистный, категория статуса редкости на территории Волгоградской области 2а; региональный критерий редкости С; категория статуса редкости по Красной книге Российской Федерации 3.

Объекты растительного мира, занесенные в Красную книгу Волгоградской области:
- Centaurea ruthenica — Василек русский, категория статуса редкости на территории Волгоградской области 2а; региональный критерий редкости А.
- Stipa ucrainica — Ковыль украинский, категория статуса редкости на территории Волгоградской области 2а; региональный критерий редкости А.

## Ограничения на использование земель

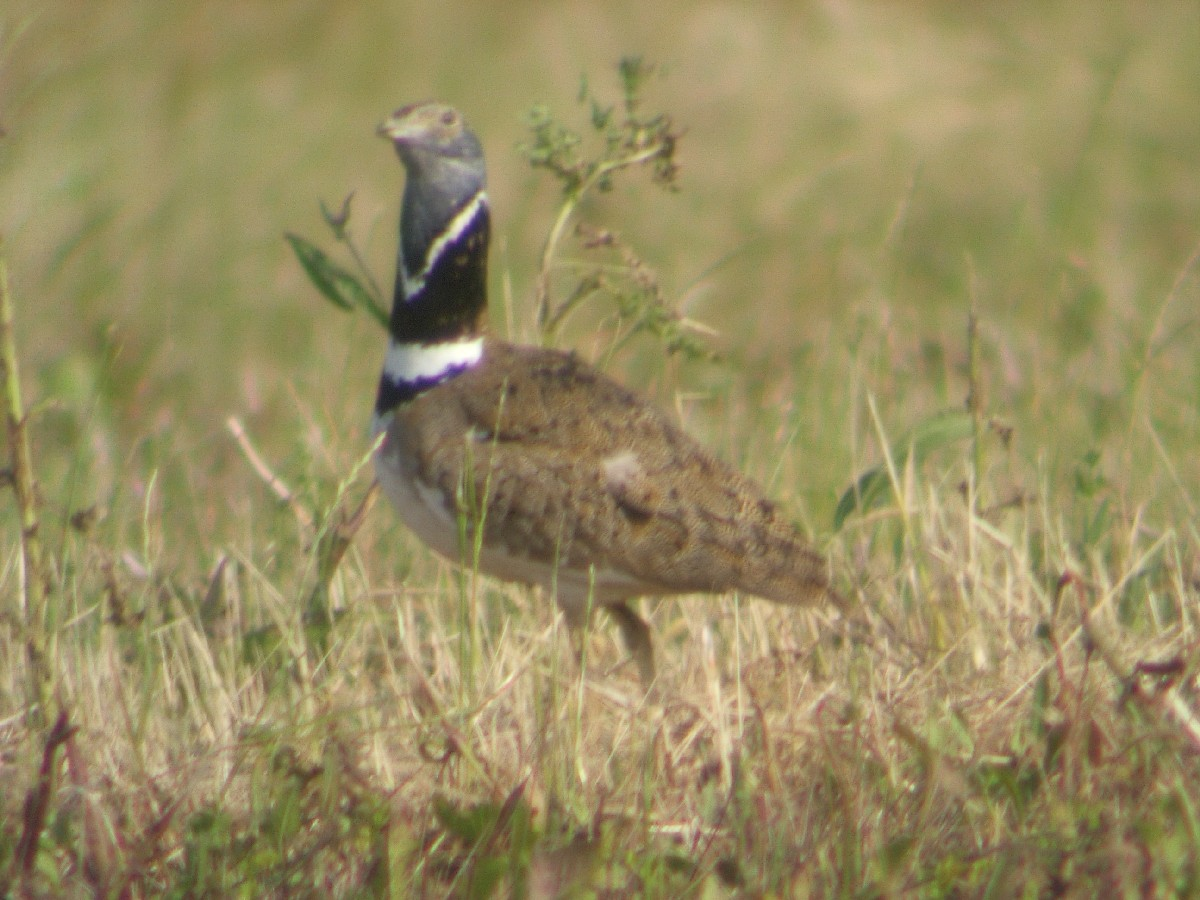
Стрепет

На территории Памятника природы запрещаются:
- распашка земель, строительство зданий и сооружений, дорог и трубопроводов, линий электропередач и прочих коммуникаций, взрывные работы и разработка новых месторождений полезных ископаемых;
- нерегулируемый выпас скота и его прогон по территории Памятника природы;
- сбор и уничтожение растений;
- изменение установившегося гидрологического режима территории;
- применение ядохимикатов и химических средств защиты растений сельскохозяйственными и другими организациями и предприятиями без предварительного согласования со специально уполномоченным органом;
- проезд транспорта вне дорог общего пользования, стоянка транспорта вне отведенных мест;
- размещение отходов производства и потребления;
- предоставление земельных участков под застройку для коллективного и индивидуального садоводства и огородничества, организации подсобного хозяйства.

За обеспечение охраны и функционирование ООПТ несёт ответственность Комитет охраны окружающей среды и природопользования Волгоградской области.